# Міжнародний хімічний конгрес у Карлсруе

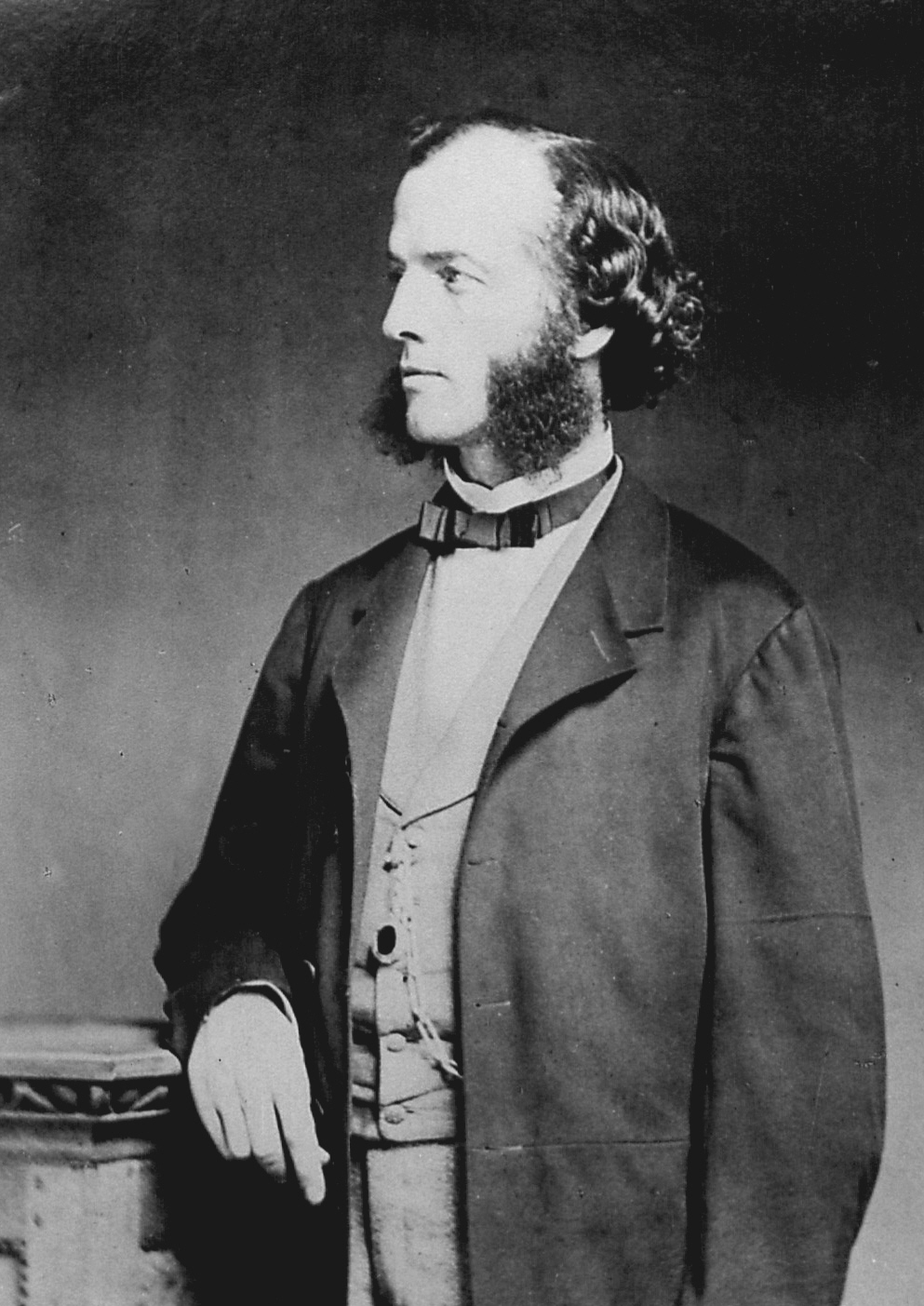
Фрідріх Август Кекуле (1862)

Міжнаро́дний хімі́чний конгре́с у Ка́рлсруе — з'їзд хіміків, що проходив з 3 по 5 вересня 1860 року у місті Карлсруе. Організований за ініціативою Августа Кекуле, конгрес проводився з метою узгодження науковою спільнотою трактування основних понять хімії.

## Організація
Ідею для проведення міжнародного з'їзду хіміків першим висловив Август Кекуле, який у 1858 році вів роботу над підручником з органічної хімії і зіткнувся із труднощами при викладенні базових хімічних понять. Його пропозицію скликати зібрання підтримали й інші науковці. Так, 5 квітня 1860 року Кекуле, Карл Вельцин і Шарль Адольф Вюрц склали звернення до хімічної наукової спільноти із пропозицією провести з'їзд хіміків, на якому планувалося розглянути деякі питання, що мали важливе значення з точки зору прогресу науки. Окремим пунктом виділялася тема про необхідність більш точного формулювання понять атом, молекула й еквівалент.

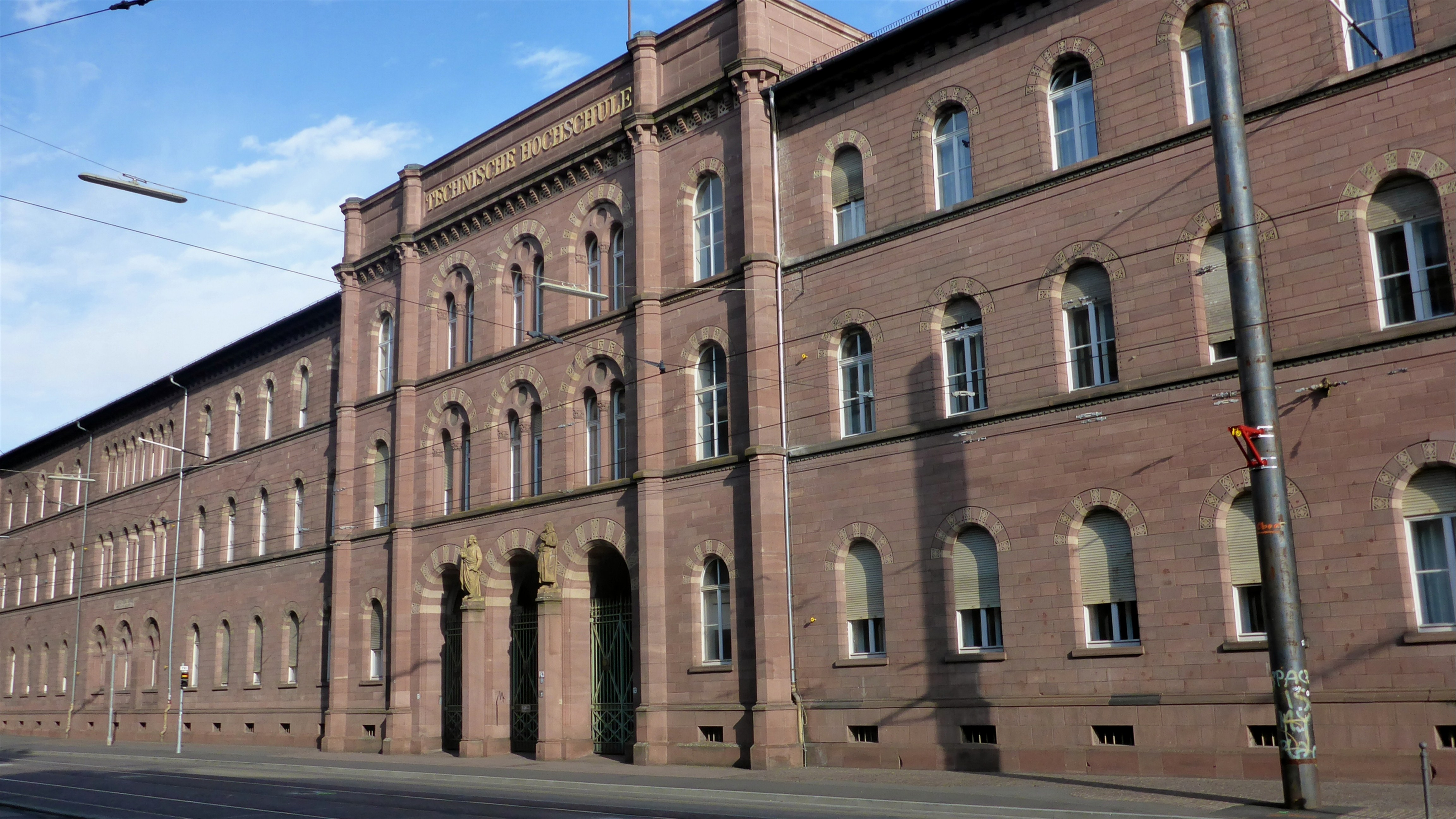
Вища технічна школа в Карлсруе, де проходив конгрес

Конгрес розпочав роботу у визначену дату, 3 вересня 1860 року, та проходив у німецькому місті Карлсруе, на базі Вищої технічної школи, керівником якої був Вельцин.
Президентом з'їзду першопочатково було обрано Роберта Бунзена, але той відмовився через стан здоров'я і ця посада відійшла до Вельцина. Другого дня головував Жан Батіст Буссенго, а на третій день пізніше було обрано Жана-Батиста Дюма. Також було обрано п'ять секретарів — Кекуле, як ініціатора з'їзду, та по одному від чотирьох основних делегацій: Шарля Вюрца (Франція), Адольфа Штрекера (Німеччина), Генрі Роско (Велика Британія) і Леона Шишкова (Російська імперія).
За протоколом, що вів Вюрц, до Карлсруе прибуло 126 хіміків з 12 країн світу, серед яких зокрема були:
- Бельгія: Жан Серве Стас (Брюссель), Август Кекуле (Гент);
- Велика Британія: Джеймс Епджон (Дублін), Джон Холл Гладстон (Лондон), Генрі Енфілд Роско (Манчестер), Фредерік Август Абель (Вулідж);
- Італія: Станіслао Канніццаро (Генуя);
- Німеччина: Адольф фон Беєр, Георг Герман Квінке (Берлін), Ганс Генріх Ландольт (Бонн), Лотар Юліус Маєр (Бреслау), Фрідріх Бейльштайн (Геттінген), Роберт Бунзен, Еміль Ерленмеєр (Геттінген), Юліус Несслер (Карлсруе), Отто Лінне Ердман (Лейпциг), Рудольф Шмітт (Марбург), Герман фон Фелінг (Штутгарт), Адольф Штрекер (Тюбінген), Карл Ремігій Фрезеніус (Вісбаден);
- Російська імперія: Олександр Бородін, Дмитро Менделєєв, Микола Зінін (Санкт-Петербург);
- Франція: Шарль Фрідель, Шарль Вюрц (Париж);
- Швейцарія: Гуго Шифф (Берн), Жан Маріньяк (Женева), Йоганнес Вісліценус (Цюрих).

## Події на конгресі

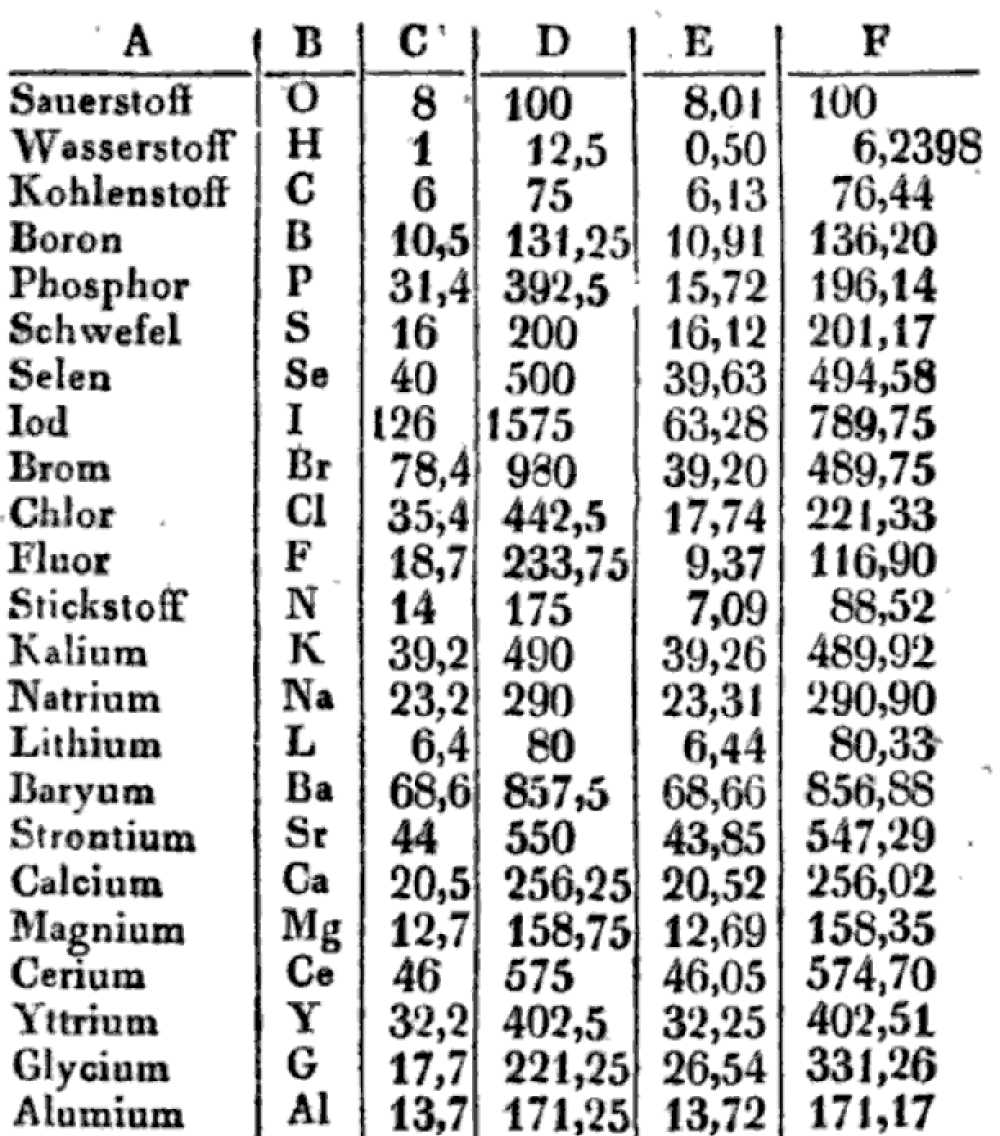
Таблиця атомних мас елементів до проведення Конгресу

У перший день конгресу значну увагу своїм виступом привернув до себе Станіслао Канніццаро — він відстоював позицію щодо існування молекул простих тіл. Цю думку до нього вже висловлював зокрема Шарль Жерар. Та, спираючись на гіпотези Амедео Авогадро та проведені вимірювання густини ртуті, Канніццаро пропонував подвоїти атомну масу ртуті, отриману Жераром, а також аналогічні значення для міді, цинку й олова. На думку Канніццаро лише узгодженість в атомних масах дала б змогу точно відображати хімічний склад сполук і записувати хімічні рівняння.
Другого дня відбувалося обговорення стосовно введення відмінності між поняттями атом і частинка. Частинкою була запропоновано назвати найменшу кількість тіла, що здатна реагувати (тобто еквівалент), а атомом — найменшу кількість тіла, що є у частинці. Шляхом голосування даний принцип був підтриманий.
Ввечері під головуванням Жана-Батиста Дюма були проведені обговорення щодо необхідності зміни атомних мас (паїв) для деяких елементів, в тому числі кисню і вуглецю — згідно вимірювань, аналогічних до досліджень Канніццаро, їхні значення пропонували подвоїти з 8 до 16 і з 6 до 12 відповідно. Таким чином формули сполук у новому підході набували б вигляду, що відповідає експериментальним даним. Однак досягти згоди у цьому питанні так і не вдалося.
На третій, останній день Дюма запропонував залишити в неорганічній хімії старі позначення паїв, а в органічній ввести нові, даючи можливість із часом узгодити бачення проблеми.